# Lisa Mandel
Pour les articles homonymes, voir Mandel.
Lisa Mandel (née le 23 avril 1977 à Marseille) est une autrice de bande dessinée française.

## Biographie
Lisa Mandel intègre à l'âge de 15 ans le Lycée Denis Diderot à Marseille, pour y passer un baccalauréat Arts Appliqués dont elle sort en 1995 pour intégrer l'École supérieure des arts décoratifs de Strasbourg. C'est au cours de ses études qu'elle commence à collaborer avec divers magazines chez Milan Presse (Julie, Les Clés de l'actualité junior...) ainsi que le magazine Tchô ! pour lequel elle réalise régulièrement de petits strips et dessins humoristiques.
En 2001, elle obtient son diplôme et elle crée la série Nini Patalo dans le magazine Tchô! et, dans le mensuel Capsule cosmique, elle imagine le personnage dʼEddy Milveux. Ce sont là ses deux séries jeunesse. La série Nini Patalo reçoit en 2007 au Salon du livre et de la presse jeunesse de Montreuil, le prix Tam-Tam dans la catégorie « bande dessinée » pour son tome 4, L’important c’est de gagner et depuis 2010, Nini Patalo est adaptée en série animée par les studios Je suis bien content et passe sur des chaines telles que France 3 ou Canal J.
En 2009, pour l'œuvre Esthétique et filatures, créée en collaboration avec Tanxxx au dessin, les auteures reçoivent le prix Artémisia de la bande dessinée féminine et reçoit également le Prix de la meilleure bd adaptable au cinéma et à la télévision au Forum international cinéma et écritures de Monaco. L'album est en sélection officielle du Festival d'Angoulême 2009.
Depuis 2009, Lisa Mandel travaille sur une série HP, éditée chez L'Association où elle explore le milieu des hôpitaux psychiatriques à travers le témoignage de sa mère et son beau-père, infirmiers en psychiatrie pendant 35 ans dans un grand hôpital marseillais.
Elle est jurée du festival d'Angoulême 2014, aux côtés de Willem comme président du jury.
En 2015, avec Jul' Maroh, elle co-fonde le Collectif des créatrices de bande dessinée contre le sexisme, un mouvement de protestation contre la marginalisation des autrices. En janvier 2018, le collectif rassemble plus de 250 signataires.
En 2016, avec la sociologue Yasmine Bouagga, elle lance chez Casterman la collection « Sociorama », dont le principe est d'adapter en bande dessinée les recherches de sociologues : les chantiers, l'industrie de la pornographie, le personnel navigant, les dragueurs de rue... Elle signe elle-même un opus au sein de la collection : La Fabrique pornographique, d'après le livre de Mathieu Trachman, Le Travail pornographique,.
Elle réalise aussi une fois par semaine un strip humoristique, La Famille Mifa, dans l'application mobile la Matinale du journal Le Monde.
De février à octobre 2016,, avec la sociologue Yasmine Bouagga, elle suit le quotidien des migrants de la Jungle de Calais à travers un blog, Les Nouvelles de la jungle. En 2017 sort l'album de bande dessinée Les Nouvelles de la jungle de Calais, aux éditions Casterman. L'ouvrage est Coup de cœur 2017 du Centre national de la littérature pour la jeunesse, qui écrit dans sa critique : « cette bande dessinée propose une vraie mise en perspective historique et une remarquable plongée dans la complexité du problème. Le traitement satirique du dessin n'empêche pas un propos nuancé, qui suscite la réflexion sur des enjeux humanitaires, politiques et sociaux complexes. » Le journal Le Figaro précise : « Conditions de vie déplorables, histoires personnelles, crainte des mafieux, démantèlements musclés ou luttes intercommunautaires... Lisa Mandel et Yasmine Bouagga ont pris le parti de raconter, sans voyeurisme ni misérabilisme, la « jungle » sous le sceau de l'humour. » Pour la critique du journal Télérama , les auteures signent un « recueil éclairant de chroniques pédagogiques, humanistes, à la fois déchirantes et drôles. »
En 2017, avec la sociologue Julie Pagis, elles rencontrent des enfants de 7 à 11 ans dans une école primaire afin de compléter leur blog sur la campagne présidentielle. Elle exprime les réactions et parfois le dégoût de ces enfants venus de banlieue parisienne dans des bandes dessinées au ton assez enfantin et humoristique, publiées dans le quotidien Le Monde.
Depuis 2017, Lisa Mandel se rend souvent au Liban et y réalise d'ailleurs un journal de bord en bande dessinée Un automne à Beyrouth (Delcourt, 2018).
En 2019, Lisa Mandel entame la web-série bd Une année exemplaire, où elle tente de vaincre ses addictions en un an, en produisant une page par jour. Ce projet a été financé par une souscription. L'intégralité des planches est publiée sur les comptes Twitter, Instagram et Facebook de l'artiste. L'ouvrage figure dans la sélection pour le fauve d'or au Festival d'Angoulême 2021.
En réponse à la paupérisation des auteurs et autrices de bande dessinée, elle lance en novembre 2020 la maison d'édition Exemplaire, fondée sur le financement participatif.
En septembre 2023, Lisa Mandel est recrutée pour animer une page régulière dans Le Nouvel Observateur, prenant la suite de Riad Sattouf, Claire Bretécher et Jean-Marc Reiser.

## Œuvres
- Nini Patalo, éditions Glénat
  1. Où sont passés mes parents ?, 2003  (ISBN 2-7234-4184-9)
  2. C'est parti mon Kiki !, 2004  (ISBN 2-7234-4493-7)
  3. Catch, espace et poireaux, 2005  (ISBN 2-7234-5042-2)
  4. L'Important c'est de gagner, 2006  (ISBN 978-2723454094)
  5. Coucou nous revoilou !!, 2009  (ISBN 978-2-7234-5901-3)
- Eddy Milveux, éditions Milan
  1. Attention, blatte magique !, 2004  (ISBN 2-7459-1424-3)
  2. Eddy dans tous ses états !, 2005  (ISBN 2-7459-1612-2)
  3. À tes souhaits, 2015  (ISBN 978-2-7459-5741-2)
- Le Moustique qui voulait devenir célèbre, texte d'Olivier Ka, éditions Lire c'est Partir, 2003
- L'Île du professeur mémé, dessin de Julien Hippolyte, éditions Milan, 2006  (ISBN 2-7459-1883-4)
- Libre comme un poney sauvage, éditions Delcourt, 2006  (ISBN 2-7560-0410-3)
- Boule de neige (collectif), éditions Delcourt, 2007
- Princesse aime princesse, éditions Gallimard, collection Bayou, 2008  (ISBN 978-2-07-057298-4)
- Esthétique et filatures, dessin de Tanxxx, éditions Casterman, collection KSTR, 2008 (sélection officielle du Festival d'Angoulême 2009)  (ISBN 978-2-203-003996)
- Brune Platine, dessin de Marion Mousse, Casterman, 2013
- HP, éditions L'Association, collection Espôlette
  1. L'Asile d'aliénés, 2009  (ISBN 978-2-84414-316-7)
  2. Crazy Seventies, 2013  (ISBN 978-2-84414-417-1)
- Vertige, dessin d'Hélène Georges, éditions Casterman, 2012  (ISBN 2-203-02589-1)
- Mon lapin no 5 (collectif), éditions L'Association, 2014   (ISBN 9782844144980)
- Comicscope de David Rault (collectif), éditions l'Apocalypse, 2013
- Super Rainbow, éditions Casterman, collection Professeur Cyclope, 2015  (ISBN 978-2-203-09177-1)
- La Fabrique pornographique, co-écrit avec Mathieu Trachman, éditions Casterman, collection Sociorama, 2016  (ISBN 978-2-203-09529-8)
- Je me défends du harcèlement, texte de Emmanuelle Piquet, éditions Albin Michel Jeunesse, 2016
- Les Nouvelles de la jungle de Calais, co-écrit avec Yasmine Bouagga, éditions Casterman, collection Sociorama, 2017
- La Famille Mifa, éditions Glénat, 2017
- Prézizidentielle, co-écrit avec Julie Pagis, éditions Casterman, collection Sociorama, 2017  (ISBN 978-2-203-14962-5)
- Un automne à Beyrouth, éditions Delcourt, collection Shampooing, 2018  (ISBN 978-2-413-00897-2)
- Je me défends du sexisme, texte de Emmanuelle Piquet, éditions Albin Michel Jeunesse, 2018  (ISBN 978-2-226-43515-6)
- Je combats ce qui m’empêche d’apprendre, texte de Emmanuelle Piquet, éditions Albin Michel Jeunesse, 2019
- Allez les filles !, texte de Emmanuelle Piquet, éditions Albin Michel Jeunesse, 2020
- Une année exemplaire, auto-édition, 2020  (ISBN 978-2-9573148-0-5)
- Se rétablir, éditions Exemplaire
  1. Tome 1, 2022  (ISBN 978-2-492926-03-7) - Sélection officielle du Festival d'Angoulême 2023
- L’été de mes 17 ans, Collectif, Bayard Graphic’, 2023

## Distinctions

### Prix et nominations
- Prix Tam-Tam 2007[4] du salon du livre et de la presse jeunesse de Montreuil pour le quatrième album de Nini Patalo
- 2009 : prix Artémisia de la bande dessinée féminine, avec Tanxxx, pour Esthétique et filatures[5].
- Prix de la meilleure bd adaptable au cinéma et à la télévision 2009[6] pour Esthétiques et filatures  au Forum international cinéma et écritures de Monaco.
- Sélection officielle du Festival d'Angoulême 2009 pour Esthétique et filatures
- Pépite de la meilleure série télévisée au Salon du livre et de la presse jeunesse de Montreuil en 2011[24] pour l'adaptation de Nini Patalo (réalisation Boris Guilloteau, écriture : Lisa Mandel et Laurent Sarfati)
- Sélection officielle au Festival international du film d'animation d'Annecy 2012[25] pour un épisode de la série télévisée Nini Patalo.
- Coup de cœur 2017 du Centre national de la littérature pour la jeunesse (BnF)[17] pour Les Nouvelles de la jungle de Calais, avec Yasmine Bouagga.

### Participations événementielles
- Jurée du festival d'Angoulême 2014, aux côtés de Willem comme président du jury.